# Arundina caespitosa
Arundina caespitosa är en orkidéart som beskrevs av Leonid Vladimirovitj Averjanov. Arundina caespitosa ingår i släktet Arundina och familjen orkidéer.
Artens utbredningsområde är Vietnam. Inga underarter finns listade i Catalogue of Life.